# Jacquemin
Jacquemin (ur. ?, zm. ?) – nieznany z imienia francuski gimnastyk, olimpijczyk.
Jacquemin wziął udział w Igrzyskach Olimpijskich w Paryżu w 1900 r. Wystartował w konkurencji gimnastycznej. Zawody odbyły się w dniach 29–30 lipca 1900 r. Jacquemin uzyskał wynik – 180 punktów i zajął ex aequo z niemieckim gimnastykiem Adolfem Tannertem 118 miejsce.